# Napierville (district électoral)
Pour les articles homonymes, voir Napierville (homonymie).
Napierville est un ancien district provincial du Québec qui a existé de la confédération jusque dans les années 1920.

## Historique
Suivie de : Napierville-Laprairie

## Liste des députés

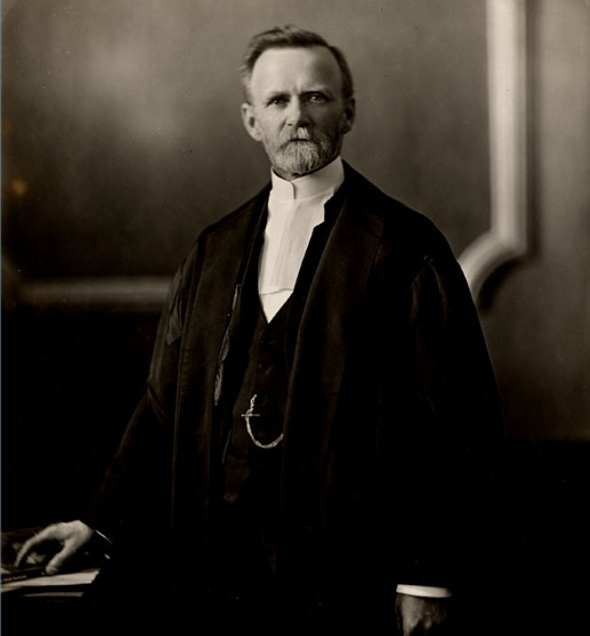
Eugène Lafontaine, Député de 1886-1890 et Juge en chef du Québec de 1922-1932

|  | 1867 - 1870 | Pierre Benoit            | Libéral      |
|  | 1870 - 1871 | Laurent-David Lafontaine | Libéral      |
|  | 1871 - 1875 | Laurent-David Lafontaine | Libéral      |
|  | 1875 - 1878 | Laurent-David Lafontaine | Libéral      |
|  | 1878 - 1881 | Laurent-David Lafontaine | Libéral      |
|  | 1881 - 1886 | François-Xavier Paradis  | Conservateur |
|  | 1886 - 1890 | Eugène Lafontaine        | Libéral      |
|  | 1890 - 1892 | Louis Sainte-Marie       | Libéral      |
|  | 1892 - 1897 | Louis Sainte-Marie       | Conservateur |
|  | 1897 - 1900 | Cyprien Dorris           | Libéral      |
|  | 1900 - 1904 | Cyprien Dorris           | Libéral      |
|  | 1904 - 1905 | Dominique Monet          | Libéral      |
|  | 1905 - 1908 | Cyprien Dorris           | Libéral      |
|  | 1908 - 1912 | Cyprien Dorris           | Libéral      |
|  | 1912 - 1916 | Cyprien Dorris           | Libéral      |
|  | 1916 - 1918 | Cyprien Dorris           | Libéral      |
|  | 1918 - 1919 | Amédée Monet             | Libéral      |
|  | 1919 - 1922 | Amédée Monet             | Libéral      |